# Зоран Јовановић (кошаркаш)
Зоран Јовановић (Београд, 25. мај 1965) је бивши југословенски и српски кошаркаш. Играо је на позицији центра.

## Каријера
Клупску каријеру је почео 1981. године у ОКК Београду, затим је био је у Америци у универзитету Луизијана Стејту, а у периоду 1987–1993. носио је дрес Црвене звезде. Током каријере играо је за Сарагосу, Левски из Софије, Работнички из Скопља, Будућност из Подгорице, Војводину из Новог Сада, београдски Раднички и пољски Погон Руда Сласк. Са Црвеном звездом је освојио првенство Југославије 1993. године, а са екипом Будућности куп Југославије 1998. године.
Јовановић је са репрезентацијом Југославије освојио златну медаљу на Светском првенству 1990. године у Аргентини и на Европском првенство 1991. године у Италији.
Обављао је функцију генералног секретара Спортског савеза Београда.

## Клупски трофеји
- Црвена звезда
  - Првенство Југославије (1): 1993.
- Будућност Подгорица
  - Куп Југославије (1): 1998.